# Юго-запад штата Амазонас (мезорегион)
Юго-запад штата Амазонас (порт. Mesorregião do Sudoeste Amazonense) — административно-статистический мезорегион в Бразилии, входит в штат Амазонас. Население составляет 351 939 человек на 2010 год. Занимает площадь 325 882,22 км². Плотность населения — 1,1 чел./км².

## Демография
Согласно сведениям, собранным в ходе переписи 2010 г. Национальным институтом географии и статистики (IBGE), население мезорегиона составляет:
| Полное население                            | Полное население                            | Полное население                            | Полное население                            | 351 939 |
| ------------------------------------------- | ------------------------------------------- | ------------------------------------------- | ------------------------------------------- | ------- |
| в том числе:                                | Городское население                         | 209 668                                     | Процент городского населения, %             | 59,58   |
|                                             | Сельское население                          | 142 271                                     | Процент сельского населения, %              | 40,42   |
|                                             | Мужское население                           | 181 098                                     | Процент мужского населения, %               | 51,46   |
|                                             | Женское население                           | 170 841                                     | Процент женского населения, %               | 48,54   |
| Плотность населения, чел/км²                | Плотность населения, чел/км²                | Плотность населения, чел/км²                | Плотность населения, чел/км²                | 1,08    |
| Население мезорегиона в % к населению штата | Население мезорегиона в % к населению штата | Население мезорегиона в % к населению штата | Население мезорегиона в % к населению штата | 10,1    |

## Состав мезорегиона
В мезорегион входят следующие микрорегионы:
1. Журуа
2. Алту-Солимойнс